# Boissy-en-Drouais
 Boissy-en-Drouais  es una población y comuna francesa, en la región de  Centro, departamento de Eure y Loir, en el distrito de Dreux y cantón de Dreux-Ouest.

## Demografía
Evolución demográfica
| 142 | 109 | 107 | 153 | 204 | 238 |
| Para los censos de 1962 a 1999 la población legal corresponde a la población sin duplicidades (Fuente: INSEE [Consultar]) |     |     |     |     |     |